# 小貫明
小貫 明（おぬき あきら、1948年 - ）は、日本の物理学者。京都大学大学院理学研究科名誉教授。相転移ダイナミクスの理論的研究者で、主にソフトマター物理を研究している。第4回 西宮湯川記念賞を受賞。

## 略歴
- 1971年 東京大学理学部物理学科卒業
- 1976年「Logarithmic terms in the density expansion of transport coefficients(輸送係数の密度展開におけるlog項)」で東京大学より理学博士の学位を取得
- 1977年 九州大学理学部助手（川崎恭治研究室）
- 1983年 京都大学基礎物理学研究所助教授
- 1991年 京都大学理学部教授
- 2012年 京大定年退官、名誉教授

## 著書
- 『現代の物理学 高分子物理・相転移ダイナミクス』（岩波講座、土井正男共著）
- "Phase Transition Dynamics" (Cambridge University Press, 2002)